# 벽오산
벽오산(碧梧山)은 대한민국 서울특별시 강북구 번동･미아동에 걸쳐 있는 한국의 화강암 산으로 해발 125m 로 매봉짜･빡빡산･오패산(梧牌山)이라고도 하고 오패산과 구별하여 불리기도 한다. 궁말(아랫벌리) 뒤에 있는 산인데, 철종의 왕비 철인왕후 김씨가 복온공주의 손자 오천 김석진에게 ‘벽오산’ 석자를 친필로 써 주었다고 하여 더욱 유명하다. 현재 북서울 꿈의숲이 조성되어있다.

## 위치
벽오산의 주변은 구릉이 없는 낮은 지대를 형성하고 있는데, 북쪽과 동쪽은 우이천을 사이로 창동·월계동과 마주하고, 서쪽은 오동공원(오패산) 능선을 경계로 미아동·수유동과 접하며, 남쪽은 장위동·하월곡동과 이웃한다. 또한 벽오산 자락에는 오동공원과 오패산로가 둘러져 있다.

## 전해오는 이야기
고려시대의 《운관비기(雲觀秘記)》라는 책에 '이씨가 한양에 도읍을 정하리라'는 비기설(秘記說)이 있었는데, 고려 말기의 왕 및 중신들이 이 설에 신경이 쓰여 경계를 하던 중, 한양 삼각산 아래 이곳에 오얏나무가 무성하다는 말을 듣고 이씨가 흥할 징조라고 여겨 오얏나무를 베는 벌리사(伐李使)를 보냈다. 이로부터 이 마을을 벌리라고 하다가 번리(樊里)가 되었다. 조선시대에는 한성부 동부 숭신방에 속했으며, 1911년에는 경기도 숭신면 번리로 바뀌었다. 1949년 성북구에 편입되었다가 1950년 번동으로 명칭이 바뀌었으며, 1973년 도봉구를 거쳐 1995년부터 강북구 관할이 되었다. 법정동인 번동은 행정동인 번1~3동으로 이루어져 있다.
번동과 미아동과의 경계를 이루는 벽오산은 빡빡산, 오패산, 매봉짜 등 여러 이름으로 불린다. 빡빡산이란 명칭은 벌리에서 미아동으로 넘어가는 곳을 1960년대 말 교원택지를 조성하면서 나무를 모두 베었기 때문에 붙여졌다. 아랫벌리 남쪽 일대 산은 수목이 울창하였는데 조선 철종 때부터 벽오산이라고 하였다.

## 주변환경
벽오산자락의 번1동은 교통중심지역으로 관공서와 지하철역이 있고 3개 간선도로가 인접해 있어 상가가 밀집되어 있다. 번2동은 오동근린공원이 전체 면적의 반 이상을 차지하며 다세대·다가구주택이 밀집해 있다. 번3동은 자연녹지와 북서울꿈의숲 등 대단위 휴식공간이 있는 주거지역이다.

## 같이 보기
관련 시설
- 북서울 꿈의숲
- 오패산로

철도역
- ● 수도권 전철 1호선 월계역, 석계역
- ● 수도권 전철 4호선 수유역, 미아삼거리역, 길음역
- ● 서울 지하철 6호선 석계역
- ● 서울 지하철 7호선 하계역